# Evolve (Imagine Dragons album)
Evolve er bandet Imagine Dragons tredje album, der udkom 23. juni 2017. 
| Musik | Spire Denne musikartikel er en spire som bør udbygges. Du er velkommen til at hjælpe Wikipedia ved at udvide den. |